# Joan Holloway
Joan P. Holloway Harris er en fiktiv karakter i AMC- tv-serien Mad Men (2007-15) portrætteret af amerikansk skuespiller Christina Hendricks.
Hendricks har modtaget seks nomineringer af Primetime Emmy Award for Fremragende Stående skuespillerinde i en dramaserie, og har vundet to kritikers Choice Television-pris for bedste skuespillerinde i en dramaserie for sin præstation.